# 1991年フランスグランプリ
1991年フランスグランプリは、1991年F1世界選手権の第7戦として、1991年7月7日にマニクール・サーキットで開催された。

## 概要
前年までポール・リカール・サーキットでの開催だったフランスグランプリがこの年初めてマニクールで行われた。リジェのファクトリーが直近にあり、数年前よりジャン＝マリー・バレストルに開催地変更を働きかけていたギ・リジェとミッテラン大統領との個人的友好などもあり政治的背景が濃い開催地変更とも言われた。
決勝日にはリジェのピットにミッテランの姿があるなど注目をあびる中でモデファイされたリジェ・JS35Bは日曜朝のウォームアップセッションでティエリー・ブーツェン4位、エリック・コマスが5位を占め、ミッテランを喜ばせた。ただし決勝用セッティング確認よりも軽いタンクでタイムを出しに行った結果だったため、決勝はコマスが2周遅れの11位、ブーツェンが3周遅れの12位で終えた。
もう一つの話題はここまで未勝利と開幕前の下馬評からすると困難なシーズンとなっているフェラーリが新車643を完成させ、このフランスGPに持ち込んだことであった。643でアラン・プロストは予選2位とフロントロウを獲得。ポールポジションは予選2日目にウィリアムズ・ルノーのリカルド・パトレーゼが巻き返して3戦連続PPと好調を持続している。予選初日はトップタイムを記録したマクラーレン・ホンダのアイルトン・セナだったが、土曜日のタイムは伸びず予選3番手となった。ルーキーのミカ・ハッキネンは、パワーサーキットであるマニクールでロータス・ジャッドのローパワーのため苦しい予選となり、0.2秒足りず27位でシーズン唯一の予選落ちを味わった。
決勝レースではパトレーゼがギア不調によりスタートに失敗、プロストが1周目からトップを走行し、中盤に予選4位スタートから決勝用セッティングに自信を持っていたウィリアムズ・ルノーのナイジェル・マンセルがすぐ後ろで追う展開となった。この2台の速さに他のマシンはついて行けずマッチレースとなる中、周回遅れが出始めるとマンセルがプロストを抜きトップに立った。
その後マンセルがピットイン、しかしタイヤ交換に時間が掛かったためプロストに再びトップを奪われる。ここから二人のファステストラップを出し合う応酬がはじまるが、ウィリアムズ・FW14の仕上がりの良さが勝り、マンセルがプロストに5秒差をつけて優勝。マンセルは1991年シーズン初勝利を挙げた。2人から大きく離された3位にセナが入ったが、前戦に続いてウィリアムズ・ルノーの速さに対してマクラーレン・ホンダの精彩が欠ける戦いとなった。フェラーリ643のジャン・アレジが4位、スタートの出遅れからパトレーゼがポイントをもぎ取る5位に入り、6位は7upジョーダンのアンドレア・デ・チェザリスが最後のポイントを獲得。デ・チェザリスはこれで3戦連続のポイント獲得となり、ジョーダンの新チームらしからぬ速さと信頼性が結果で示された。7位のマウリシオ・グージェルミン（レイトンハウス）までがグッドイヤータイヤ勢で占められ、ピレリタイヤを使用するチームは総じて不振に終わり、ベネトンのネルソン・ピケが2周遅れの8位で完走したのが最高位であった。

## 結果

### 予備予選
| 順位 | No | ドライバー                   | コンストラクター         | タイム   | 差     |
| ---- | -- | ---------------------------- | ------------------------ | -------- | ------ |
| 1    | 33 | アンドレア・デ・チェザリス   | ジョーダン・フォード     | 1'19.729 | —      |
| 2    | 22 | J.J.レート                   | ダラーラ・ジャッド       | 1'20.172 | +0.443 |
| 3    | 14 | オリビエ・グルイヤール       | フォンドメタル・フォード | 1'20.227 | +0.498 |
| 4    | 32 | ベルトラン・ガショー         | ジョーダン・フォード     | 1'20.309 | +0.580 |
| DNPQ | 21 | エマニュエル・ピロ           | ダラーラ・ジャッド       | 1'20.539 | +0.810 |
| DNPQ | 34 | ニコラ・ラリーニ             | ランボ・ランボルギーニ   | 1'20.628 | +0.899 |
| DNPQ | 35 | エリック・ヴァン・デ・ポール | ランボ・ランボルギーニ   | 1'21.304 | +1.575 |
| 8    | 31 | ペドロ・チャベス             | コローニ・フォード       | 1'22.229 | +2.500 |

### 予選
| 順位 | No | ドライバー                   | チーム                   | タイム   | 差     |
| ---- | -- | ---------------------------- | ------------------------ | -------- | ------ |
| 1    | 6  | リカルド・パトレーゼ         | ウィリアムズ・ルノー     | 1'14.559 | -      |
| 2    | 27 | アラン・プロスト             | フェラーリ               | 1'14.789 | +0.230 |
| 3    | 1  | アイルトン・セナ             | マクラーレン・ホンダ     | 1'14.857 | +0.298 |
| 4    | 5  | ナイジェル・マンセル         | ウィリアムズ・ルノー     | 1'14.895 | +0.336 |
| 5    | 2  | ゲルハルト・ベルガー         | マクラーレン・ホンダ     | 1'15.376 | +0.817 |
| 6    | 28 | ジャン・アレジ               | フェラーリ               | 1'15.877 | +1.318 |
| 7    | 20 | ネルソン・ピケ               | ベネトン・フォード       | 1'16.816 | +2.257 |
| 8    | 19 | ロベルト・モレノ             | ベネトン・フォード       | 1'16.961 | +2.402 |
| 9    | 15 | マウリシオ・グージェルミン   | レイトンハウス・イルモア | 1'17.015 | +2.456 |
| 10   | 24 | ジャンニ・モルビデリ         | ミナルディ・フェラーリ   | 1'17.020 | +2.461 |
| 11   | 4  | ステファノ・モデナ           | ティレル・ホンダ         | 1'17.114 | +2.555 |
| 12   | 23 | ピエルルイジ・マルティニ     | ミナルディ・フェラーリ   | 1'17.149 | +2.590 |
| 13   | 33 | アンドレア・デ・チェザリス   | ジョーダン・フォード     | 1'17.163 | +2.604 |
| 14   | 26 | エリック・コマス             | リジェ・ランボルギーニ   | 1'17.504 | +2.945 |
| 15   | 16 | イヴァン・カペリ             | レイトンハウス・イルモア | 1'17.533 | +2.974 |
| 16   | 25 | ティエリー・ブーツェン       | リジェ・ランボルギーニ   | 1'17.775 | +3.216 |
| 17   | 8  | マーク・ブランデル           | ブラバム・ヤマハ         | 1'17.836 | +3.277 |
| 18   | 3  | 中嶋悟                       | ティレル・ホンダ         | 1'18.144 | +3.585 |
| 19   | 32 | ベルトラン・ガショー         | ジョーダン・フォード     | 1'18.150 | +3.591 |
| 20   | 12 | ジョニー・ハーバート         | ロータス・ジャッド       | 1'18.185 | +3.626 |
| 21   | 14 | オリビエ・グルイヤール       | フォンドメタル・フォード | 1'18.210 | +3.651 |
| 22   | 30 | 鈴木亜久里                   | ローラ・フォード         | 1'18.224 | +3.665 |
| 23   | 29 | エリック・ベルナール         | ローラ・フォード         | 1'18.540 | +3.981 |
| 24   | 7  | マーティン・ブランドル       | ブラバム・ヤマハ         | 1'18.826 | +4.267 |
| 25   | 9  | ミケーレ・アルボレート       | フットワーク・フォード   | 1'18.846 | +4.287 |
| 26   | 22 | J.J.レート                   | ダラーラ・ジャッド       | 1'19.267 | +4.708 |
| DNQ  | 11 | ミカ・ハッキネン             | ロータス・ジャッド       | 1'19.491 | +4.932 |
| DNQ  | 18 | ファブリツィオ・バルバッツァ | AGS・フォード            | 1'20.110 | +5.551 |
| DNQ  | 17 | ガブリエル・タルキーニ       | AGS・フォード            | 1'20.262 | +5.703 |
| DNQ  | 10 | ステファン・ヨハンソン       | フットワーク・フォード   | 1'21.000 | +6.441 |

### 決勝
| 順位  | No | ドライバー                 | チーム                   | 周回 | タイム/リタイア    | グリッド | ポイント |
| ----- | -- | -------------------------- | ------------------------ | ---- | ------------------ | -------- | -------- |
| 1     | 5  | ナイジェル・マンセル       | ウィリアムズ・ルノー     | 72   | 1:38'00.056        | 4        | 10       |
| 2     | 27 | アラン・プロスト           | フェラーリ               | 72   | +5.003             | 2        | 6        |
| 3     | 1  | アイルトン・セナ           | マクラーレン・ホンダ     | 72   | +34.934            | 3        | 4        |
| 4     | 28 | ジャン・アレジ             | フェラーリ               | 72   | +35.920            | 6        | 3        |
| 5     | 6  | リカルド・パトレーゼ       | ウィリアムズ・ルノー     | 71   | +1 Lap             | 1        | 2        |
| 6     | 33 | アンドレア・デ・チェザリス | ジョーダン・フォード     | 71   | +1 Lap             | 13       | 1        |
| 7     | 15 | マウリシオ・グージェルミン | レイトンハウス・イルモア | 70   | +2 Laps            | 9        |          |
| 8     | 20 | ネルソン・ピケ             | ベネトン・フォード       | 70   | +2 Laps            | 7        |          |
| 9     | 23 | ピエルルイジ・マルティニ   | ミナルディ・フェラーリ   | 70   | +2 Laps            | 12       |          |
| 10    | 12 | ジョニー・ハーバート       | ロータス・ジャッド       | 70   | +2 Laps            | 20       |          |
| 11    | 26 | エリック・コマス           | リジェ・ランボルギーニ   | 70   | +2 Laps            | 14       |          |
| 12    | 25 | ティエリー・ブーツェン     | リジェ・ランボルギーニ   | 69   | +3 Laps            | 16       |          |
| Ret   | 19 | ロベルト・モレノ           | ベネトン・フォード       | 63   | 体調不良           | 8        |          |
| Ret   | 4  | ステファノ・モデナ         | ティレル・ホンダ         | 57   | ギヤボックス       | 11       |          |
| Ret   | 14 | オリビエ・グルイヤール     | フォンドメタル・フォード | 47   | オイル漏れ         | 21       |          |
| Ret   | 29 | エリック・ベルナール       | ローラ・フォード         | 43   | トランスミッション | 23       |          |
| Ret   | 22 | J.J.レート                 | ダラーラ・ジャッド       | 39   | タイヤ             | 26       |          |
| Ret   | 8  | マーク・ブランデル         | ブラバム・ヤマハ         | 36   | スピン             | 17       |          |
| Ret   | 30 | 鈴木亜久里                 | ローラ・フォード         | 32   | トランスミッション | 22       |          |
| Ret   | 9  | ミケーレ・アルボレート     | フットワーク・フォード   | 31   | ギヤボックス       | 25       |          |
| Ret   | 7  | マーティン・ブランドル     | ブラバム・ヤマハ         | 21   | ギヤボックス       | 24       |          |
| Ret   | 3  | 中嶋悟                     | ティレル・ホンダ         | 12   | スピン             | 18       |          |
| Ret   | 24 | ジャンニ・モルビデリ       | ミナルディ・フェラーリ   | 8    | 接触               | 10       |          |
| Ret   | 16 | イヴァン・カペリ           | レイトンハウス・イルモア | 7    | スピン             | 15       |          |
| Ret   | 2  | ゲルハルト・ベルガー       | マクラーレン・ホンダ     | 6    | エンジン           | 5        |          |
| Ret   | 32 | ベルトラン・ガショー       | ジョーダン・フォード     | 0    | スピン             | 19       |          |
| 出典: |    |                            |                          |      |                    |          |          |